# Bávaro (República Dominicana)
Bávaro es un paraje del distrito municipal Verón Punta Cana, dependiente del municipio Higüey en la provincia La Altagracia, República Dominicana. Originalmente fue concebido como un pueblo dormitorio para los trabajadores del complejo turístico de Punta Cana, pero se ha transformado en un centro de servicios turísticos debido a la expansión hotelera hacia el norte de Punta Cana, en torno a la playa Bávaro; convirtiéndose así en una importante zona turística del país.
En toda la zona existen decenas de hoteles, entre los que destacan los de inversión española, como Riu, Iberostar, Be Live Grand Punta Cana, Meliá, Barceló, Palladium, Catalonia o Bahía Príncipe. La zona también cuenta con varias discotecas como: Oro at Hard Rock Hotel, Imagine, Coco Bongo o Pachá, que animan las noches de fiesta de los turistas.
Se han instalado numerosas atracciones turísticas, algunas de cierta envergadura como el Manatí Park en Bávaro, un parque acuático con manatíes, delfines y otras clases de animales. Para los turistas, es más popular la zona de playas Punta Cana por ser más asequibles a los precios internacionales. Sin embargo, Bávaro mantiene el exclusivismo y la elegancia que le dan el título de mejor playa caribeña.[cita requerida] Según las estadísticas del Ministerio de Turismo,[cita requerida] en la República Dominicana hubo una inversión en el área turística superior a 1 500 millones de dólares,[cita requerida] equivalente a unos 51.000 millones de pesos dominicanos,[cita requerida] representando un notable crecimiento en esta rama y consolidándose el turismo en la República Dominicana como uno de los mejores del mundo.[cita requerida] Solamente desde el aeropuerto internacional de Punta Cana (PUJ) entran al año más de 2 millones de turistas y más de 5 millones de pasajeros en general.[cita requerida].
En la actualidad, Bávaro se ha convertido en una de las zonas con mayor desarrollo urbano y turístico del país, con una creciente oferta hotelera, residencial y comercial.

## Prensa digital
Dentro de las revistas y periódicos digitales más conocidos de toda la zona este se encuentran: Online Plus, Revista Themag, Puntacanízate, Rumba Punta Cana, Bavaro News, BavaroDigital y BavaroMagazine.

### Online Plus (antes Punta Cana Bavaro Online)
Es el primer diario digital de la costa Este. Es parte del Grupo de Medios Punta Cana Bavaro Network y fue fundado en el año 2004 por los comunicadores Marcelo Ballester y Betina Rey, siendo hoy el periódico de noticias de referencia, para los profesionales del sector turístico empresarial con poder de decisión. Es un medio independiente e imparcial y cuenta con varios reconocimientos por su labor periodística. Ver enlace: Online Plus

### Revista Themag
Es la revista de contenido turístico, dirigida al directivo hotelero, empresarios y ejecutivos del sector, de la zona de Punta Cana, Bávaro y de todo República Dominicana. Forma parte del porfolio del Grupo de Medios Punta Cana Bavaro Network de los comunicadores Marcelo Ballester y Betina Rey. Se distribuye en formato digital mensualmente a través de suscripción y en formato impreso para eventos como Date (Dominican Annual Tourism Exchange), Feria Fitur Madrid, Feria Comercial Asonahores, entre otras.
El contenido de THEMAG es el más variado con interesantes artículos, secciones de Noticias, Lo Nuevo, Actualidad, Sociales, Hoteles, Datos estadísticos, Turismo Sostenible y Responsabilidad Social entre otros interesantes artículos.

### BavaroDigital
Es un periódico digital de la zona turística de bávaro, propiedad de Ángel Fernández. Es un periódico que ha colaborado grandemente al desarrollo de la zona en cuanto a actividades de apoyo a la comunidad, deportes y fiestas de la zona y encargado de informar a toda la zona de toda noticia tanto nacional como internacional, así como también colaboraciones y defensa del pueblo bavarense, y otros aportes informativos en caso de emergencias en la zona e informaciones políticas y sociales.

### Lobby News RD
Es otro de los medios digitales que existen en la zona, creado en 2020, en medio de la pandemia de COVID-19, que brinda variada información sobre lo que ocurre en la zona de Bávaro, Verón y Punta Cana, pero que no se queda allí, sino que también genera contenido noticioso sobre otras regiones del país y el mundo.

### BavaroMagazine
Es una revista de la zona turística de bávaro, propiedad de Gery Manuel Soriano.
Es una revista  la cual ha hecho grandes aportes a la zona turística en cuanto a desarrollo cultural se refiere apoyando jóvenes talentos específicamente de la música urbana y otros géneros, DJ, etc. También como apoyando actividades deportivas y demás. Así como de ser fotógrafos oficiales de los mejores eventos en toda la zona este. 
Es una revista que se basa en la publicidad de la zona turística, música, noticias, deportes, música electrónica, y temas variados, se ha dado a conocer por participar en grandes actividades y eventos cubriendo fiestas de apertura tales como: Guaguancó Punta Cana, Lorenzillos Punta Cana, Kviar Punta Cana, PearlBeachClub, y ser copatrocinador de: MerengueFashionWeek2017 uno de los eventos más importantes del país.
Entre otras actividades.

### Bavaroplanet - Portal guía de la Ciudad y Clasificados
El portal guía de la ciudad de Bávaro - Punta Cana, con un amplio directorio de la oferta comercial, gastronómica, turística y cultural. Aportando al ámbito social la posibilidad de comercializar bienes de uso de manera particular en todos los rubros.
Cualquier usuario puede publicar de manera gratuita y fácil un clasificado en una amplia gama de rubros.
El directorio comercial se nutre de todos los rubros que mueven la economía local, como por ejemplo (farmacias, talleres, bares, restaurantes, hoteles, papelerías, inmobiliarias, escuelas, etc).
Además de dar un gran aporte a la economía local, también aporta a nivel social con temas como política, ayuda social, eventos y agenda cultural.

## Comunicaciones
Se conecta por carretera con Higüey y La Otra Banda. Se extiende unos 15 km al norte hasta Playa Macao. Otras playas aledañas son: Uvero Alto, Roco Ki y La Vacama. Bávaro cuenta con 10 km de playas.

## Acontecimientos relevantes
En este sitio se llevó a cabo la XII Cumbre Iberoamericana, el 15 y 16 de noviembre de 2002, donde se reunieron los jefes de Estado y de gobierno de 21 naciones de habla hispana y portuguesa.